# Dendropanax lehmannii
Dendropanax lehmannii är en araliaväxtart som först beskrevs av Hermann Harms, och fick sitt nu gällande namn av Hermann Harms. Dendropanax lehmannii ingår i släktet Dendropanax och familjen Araliaceae. Inga underarter finns listade.